# Кызлар-Бирган
Кызлар-Бирган (баш. Ҡыҙҙарбиргән) — деревня в Зилаирском районе Башкортостана России. Административный центр Уркасского сельсовета.

## Географическое положение
Расположена в лесах, на крайнем севере района, в 76 км к северу от районного центра села Зилаир (97 км по автодорогам), в 24 км к юго-западу от села Старосубхангулово, в 89 км к востоку от города Мелеуза и в 220 км к юго-востоку от столицы республики города Уфы.
Деревня находится на водоразделе бассейнов рек Урал и Белой: в деревне находится исток реки Кизларки (приток Кашкаира), у восточной окраины села берёт начало река Таравал.
Через деревню проходит, ведущая на запад к автодороге Мраково — Старосубхангулово и на юго-восток к селу Кананикольскому, на Зилаир. 
Ближайшая железнодорожная станция находится в Мелеузе.

## Описание
Деревня основана в начале XX века на территории Орского уезда Оренбургской губернии купцом Приваловым. Первыми поселенцами были русские крестьяне из хуторов Агатуткан, Уркас, Салим-Аяк.
В деревне имеются основная школа, детский сад, фельдшерско-акушерский пункт, клуб, библиотека.
Этимология
Название происходит от оронима башк. Ҡыҙҙар биргән, буквально выдавший девушек.

## Население
| 2002 | 2009 | 2010 | 2012 | 2013 | 2014 | 2015 |
| ---- | ---- | ---- | ---- | ---- | ---- | ---- |
| 410  | ↗414 | ↘350 | ↘332 | ↘318 | ↘303 | ↘294 |
| 2016 | 2017 |      |      |      |      |      |
| ↘283 | ↗286 |      |      |      |      |      |

Историческая численность населения: 1920 г. — 25; 1939 г. — 209; 1959 г. — 159; 1989 г. — 453 человека.
Национальный состав
Согласно переписи 2002 года: башкиры (73 %), русские (26 %).

## Религия
В деревне есть мечеть.